# Виноваты звёзды (роман)
«Виноваты звёзды» (англ. The Fault in Our Stars) — шестой роман американского писателя Джона Грина, который был опубликован в 2012 году.
Был включён в список бестселлеров по версии Publishers Weekly в 2013 и 2014 годах.

## Сюжет
Шестнадцатилетняя Хейзел Грейс Ланкастер больна раком щитовидной железы с метастазами в лёгких, который у неё обнаружили ещё в 13 лет. Она вынуждена еженедельно посещать группу поддержки, но делает это только ради родителей. На одной из очередных встреч группы поддержки Хейзел знакомится с семнадцатилетним Огастусом Уотерсом, у которого из-за остеосаркомы, обнаруженной полтора года назад, ампутирована нога. После посещения группы поддержки они решают посмотреть фильм у него дома. Перед отъездом Хейзел они договариваются прочитать любимые книги друг друга. Хейзел даёт Огастусу книгу Питера ван Хаутена «Царский недуг». Закончив читать её, Огастус остаётся недоволен: роман обрывается на полуслове. Он отправляет письмо писателю на тему незаконченной книги, но ван Хаутен отвечает, что может рассказать финал книги лишь с глазу на глаз.
Хейзел, её мать и Огастус отправляются в Амстердам для встречи с Питером ван Хаутеном. Огастус и Хейзел понимают, что влюблены друг в друга. Встреча с писателем производит не самое приятное впечатление, но это не мешает влюблённым провести прекрасные дни в Амстердаме. В последний день их пребывания в городе Огастус признаётся Хейзел, что ещё перед тем как она попала в больницу с очередным приступом, он узнал, что его рак вернулся.
После возвращения домой самочувствие Огастуса начинает ухудшаться. Парень понимает, что его болезнь прогрессирует, и решает провести репетицию своих похорон. Через несколько дней после этого он умирает. На его похороны приезжает Питер ван Хаутен, но Хейзел не хочет даже слушать его.
Хейзел узнаёт, что перед смертью Огастус оставил для неё письмо. Она догадывается, кому именно он отправил письмо, и пишет Лидевей, помощнице Питера ван Хаутена. Та сканирует странички письма и отсылает их почтой.

## Экранизации
В январе 2012 года 20th Century Fox получил права на адаптацию романа в фильме. В феврале 2013 Джош Бун подписался на режиссирование. Операторами были Уайк Годфри и Марти Боуэн. Роль Хейзел Грейс достается американской актрисе Шейлин Вудли, в то время как роль Огастуса играет Энсел Эльгорт. Нэт Вулфф был выбран на роль Айзека, а Лора Дерн на роль матери Хейзел, Сэм Траммелл на роль отца Хейзел. 16 мая 2014 года состоялась мировая премьера фильма.
Съёмки проходили в Индианополисе, Индиана. Некоторые сцены были сняты в Амстердаме, Нидерланды. Фильм вышел 6 июня 2014 в США. Он был благоприятно воспринят критиками и зрителями. 16 сентября 2014 вышло издание на DVD.